# Wereldkampioenschap superbike van Donington 2013
Het wereldkampioenschap superbike van Donington 2013 was de vijfde ronde van het wereldkampioenschap superbike en het wereldkampioenschap Supersport 2013. De races werden verreden op 26 mei 2013 op Donington Park in North West Leicestershire, Verenigd Koninkrijk.

## Superbike

### Race 1
| Pos | Nr | Rijder            | Constructeur | Rondes | Tijd         | Grid | Punten |
| --- | -- | ----------------- | ------------ | ------ | ------------ | ---- | ------ |
| 1   | 66 | Tom Sykes         | Kawasaki     | 23     | 34:10.881    | 1    | 25     |
| 2   | 33 | Marco Melandri    | BMW          | 23     | +2.379       | 6    | 20     |
| 3   | 50 | Sylvain Guintoli  | Aprilia      | 23     | +3.808       | 2    | 16     |
| 4   | 65 | Jonathan Rea      | Honda        | 23     | +6.760       | 4    | 13     |
| 5   | 76 | Loris Baz         | Kawasaki     | 23     | +13.649      | 12   | 11     |
| 6   | 34 | Davide Giugliano  | Aprilia      | 23     | +15.551      | 8    | 10     |
| 7   | 58 | Eugene Laverty    | Aprilia      | 23     | +17.453      | 3    | 9      |
| 8   | 19 | Chaz Davies       | BMW          | 23     | +19.138      | 7    | 8      |
| 9   | 16 | Jules Cluzel      | Suzuki       | 23     | +27.738      | 11   | 7      |
| 10  | 84 | Michel Fabrizio   | Aprilia      | 23     | +30.817      | 15   | 6      |
| 11  | 86 | Ayrton Badovini   | Ducati       | 23     | +31.611      | 14   | 5      |
| 12  | 7  | Carlos Checa      | Ducati       | 23     | +31.816      | 10   | 4      |
| 13  | 59 | Niccolò Canepa    | Ducati       | 23     | +31.930      | 9    | 3      |
| 14  | 27 | Max Neukirchner   | Ducati       | 23     | +43.025      | 16   | 2      |
| 15  | 31 | Vittorio Iannuzzo | BMW          | 19     | +4 ronden    | 18   | 1      |
| DNF | 23 | Federico Sandi    | Kawasaki     | 18     | Uitgevallen  | 17   |        |
| DNF | 5  | Alexander Lundh   | Kawasaki     | 14     | Uitgevallen  | 19   |        |
| DNF | 2  | Leon Camier       | Suzuki       | 2      | Ongeluk      | 5    |        |
| DNS | 91 | Leon Haslam       | Honda        | 0      | Niet gestart |      |        |

### Race 2
| Pos | Nr | Rijder            | Constructeur | Rondes | Tijd         | Grid | Punten |
| --- | -- | ----------------- | ------------ | ------ | ------------ | ---- | ------ |
| 1   | 66 | Tom Sykes         | Kawasaki     | 23     | 34:06.921    | 1    | 25     |
| 2   | 50 | Sylvain Guintoli  | Aprilia      | 23     | +8.035       | 2    | 20     |
| 3   | 58 | Eugene Laverty    | Aprilia      | 23     | +10.738      | 3    | 16     |
| 4   | 34 | Davide Giugliano  | Aprilia      | 23     | +12.257      | 8    | 13     |
| 5   | 33 | Marco Melandri    | BMW          | 23     | +15.976      | 6    | 11     |
| 6   | 19 | Chaz Davies       | BMW          | 23     | +16.475      | 7    | 10     |
| 7   | 76 | Loris Baz         | Kawasaki     | 23     | +27.524      | 12   | 9      |
| 8   | 59 | Niccolò Canepa    | Ducati       | 23     | +30.186      | 9    | 8      |
| 9   | 16 | Jules Cluzel      | Suzuki       | 23     | +30.501      | 11   | 7      |
| 10  | 84 | Michel Fabrizio   | Aprilia      | 23     | +30.885      | 15   | 6      |
| 11  | 65 | Jonathan Rea      | Honda        | 23     | +31.529      | 4    | 5      |
| 12  | 27 | Max Neukirchner   | Ducati       | 23     | +46.782      | 16   | 4      |
| 13  | 2  | Leon Camier       | Suzuki       | 23     | +54.509      | 5    | 3      |
| 14  | 23 | Federico Sandi    | Kawasaki     | 23     | +1:05.789    | 17   | 2      |
| 15  | 5  | Alexander Lundh   | Kawasaki     | 23     | +1:20.431    | 19   | 1      |
| 16  | 31 | Vittorio Iannuzzo | BMW          | 23     | +1:20.719    | 18   |        |
| DNF | 86 | Ayrton Badovini   | Ducati       | 18     | Ongeluk      | 14   |        |
| DNS | 7  | Carlos Checa      | Ducati       | 0      | Niet gestart | 10   |        |
| DNS | 91 | Leon Haslam       | Honda        | 0      | Niet gestart |      |        |

## Supersport
Nacho Calero werd niet geklasseerd omdat hij in de pitstraat over de finish kwam.
| Pos | Nr | Rijder               | Constructeur | Rondes | Tijd           | Grid | Punten |
| --- | -- | -------------------- | ------------ | ------ | -------------- | ---- | ------ |
| 1   | 11 | Sam Lowes            | Yamaha       | 22     | 33:37.767      | 1    | 25     |
| 2   | 54 | Kenan Sofuoğlu       | Kawasaki     | 22     | +11.105        | 2    | 20     |
| 3   | 44 | Roberto Rolfo        | MV Agusta    | 22     | +14.528        | 16   | 16     |
| 4   | 26 | Lorenzo Zanetti      | Honda        | 22     | +19.999        | 5    | 13     |
| 5   | 9  | Luca Scassa          | Kawasaki     | 22     | +20.120        | 11   | 11     |
| 6   | 4  | Jack Kennedy         | Honda        | 22     | +20.385        | 6    | 10     |
| 7   | 32 | Sheridan Morais      | Honda        | 22     | +24.324        | 8    | 9      |
| 8   | 8  | Andrea Antonelli     | Kawasaki     | 22     | +27.395        | 23   | 8      |
| 9   | 99 | Fabien Foret         | Kawasaki     | 22     | +28.153        | 10   | 7      |
| 10  | 75 | Glen Richards        | Triumph      | 22     | +28.264        | 3    | 6      |
| 11  | 6  | Vladimir Ivanov      | Kawasaki     | 22     | +28.487        | 9    | 5      |
| 12  | 14 | Gábor Talmácsi       | Honda        | 22     | +29.041        | 18   | 4      |
| 13  | 5  | Raffaele De Rosa     | Honda        | 22     | +29.648        | 13   | 3      |
| 14  | 84 | Riccardo Russo       | Kawasaki     | 22     | +32.602        | 14   | 2      |
| 15  | 25 | Alex Baldolini       | Suzuki       | 22     | +38.965        | 21   | 1      |
| 16  | 65 | Vladimir Leonov      | Yamaha       | 22     | +39.309        | 26   |        |
| 17  | 20 | Mathew Scholtz       | Suzuki       | 22     | +39.636        | 24   |        |
| 18  | 87 | Luca Marconi         | Honda        | 22     | +42.771        | 19   |        |
| 19  | 2  | Billy McConnell      | Triumph      | 22     | +45.886        | 15   |        |
| 20  | 60 | Michael van der Mark | Honda        | 22     | +53.730        | 20   |        |
| 21  | 19 | Florian Marino       | Kawasaki     | 22     | +59.720        | 4    |        |
| 22  | 34 | Balázs Németh        | Honda        | 22     | +1:15.823      | 31   |        |
| 23  | 59 | Alex Schacht         | Honda        | 22     | +1:15.996      | 32   |        |
| 24  | 35 | Mitchell Carr        | Triumph      | 22     | +1:16.263      | 33   |        |
| 25  | 27 | Riccardo Cecchini    | Honda        | 22     | +1:16.428      | 29   |        |
| 26  | 10 | Imre Tóth            | Honda        | 22     | +1:18.350      | 34   |        |
| 27  | 96 | Tony Coveña          | Honda        | 21     | +1 ronde       | 30   |        |
| NC  | 7  | Nacho Calero         | Honda        | 22     | +2:56.925      | 28   |        |
| DNF | 55 | Massimo Roccoli      | Yamaha       | 21     | Uitgevallen    | 22   |        |
| DNF | 64 | Matt Davies          | Honda        | 17     | Uitgevallen    | 25   |        |
| DNF | 88 | Kev Coghlan          | Kawasaki     | 13     | Schade ongeluk | 12   |        |
| DNF | 24 | Eduard Blokhin       | Honda        | 11     | Uitgevallen    | 36   |        |
| DNF | 37 | David Linortner      | Honda        | 9      | Schade ongeluk | 17   |        |
| DNF | 94 | Sam Hornsey          | Suzuki       | 6      | Uitgevallen    | 27   |        |
| DNF | 33 | Yves Polzer          | Honda        | 4      | Uitgevallen    | 35   |        |
| DNF | 21 | Christian Iddon      | MV Agusta    | 2      | Schade ongeluk | 7    |        |

## Tussenstanden na wedstrijd

### Superbike
| Pos | Nr | Rijder           | Team     | Punten |
| --- | -- | ---------------- | -------- | ------ |
| 1   | 50 | Sylvain Guintoli | Aprilia  | 173    |
| 2   | 66 | Tom Sykes        | Kawasaki | 169    |
| 3   | 58 | Eugene Laverty   | Aprilia  | 149    |
| 4   | 33 | Marco Melandri   | BMW      | 127    |
| 5   | 19 | Chaz Davies      | BMW      | 112    |

### Supersport
| Pos | Nr | Rijder               | Team     | Punten |
| --- | -- | -------------------- | -------- | ------ |
| 1   | 11 | Sam Lowes            | Yamaha   | 95     |
| 2   | 54 | Kenan Sofuoğlu       | Kawasaki | 65     |
| 3   | 99 | Fabien Foret         | Kawasaki | 61     |
| 4   | 26 | Lorenzo Zanetti      | Honda    | 53     |
| 5   | 60 | Michael van der Mark | Honda    | 49     |

1988 · 1989 · 1990 · 1991 · 1992 · 1993 · 1994 (I) · 1994 (II) · 1995 · 1996 · 1997 · 1998 · 1999 · 2000 · 2001 · 2007 · 2008 · 2009 · 2011 · 2012 · 2013 · 2014 · 2015 · 2016 · 2017 · 2018 · 2019 · 2021 · 2022 · 2023 · 2024 · 2025